# Pont d'Orniu
El Pont d'Orniu (dit també Pont d'Oroniu) és un pont de pedra sobre el riu Llobregat, al municipi berguedà d'Avià. Es troba a l'antic camí que comunicava Berga amb la plana d'Osona per Prats de Lluçanés, a 700 m aigües amunt d'Obiols, on el Llobregat divideix els termes d'Avià i Olvan.

## Pont vell d'Orniu
Pont construït amb carreus de pedra al segle xiv, amb tres arcs de mig punt i 66 m de llargària, i destruït durant la guerra de Successió (1702-1714). Només es conserven, al marge d'Olvan, un arc sencer i l'estrep d'un altre, i al marge d'Avià, el mur frontal
d'un altre arc, els quals van ser restaurats el 2001 i el 2013 pel Servei de Patrimoni Arquitectònic Local de la Diputació de Barcelona. A prop hi ha uns forats a la roca, que poden correspondre a un pont de fusta anterior.

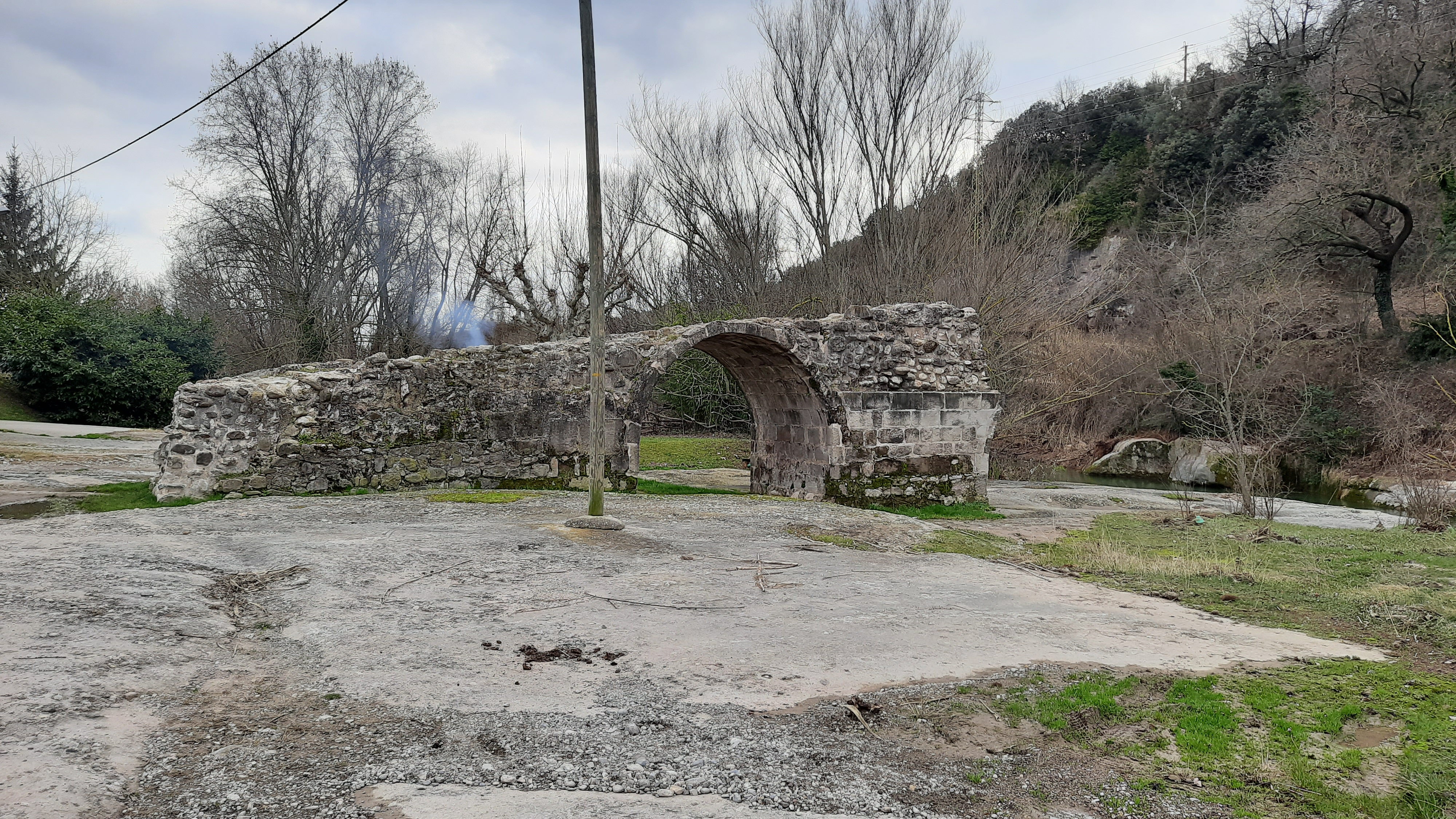
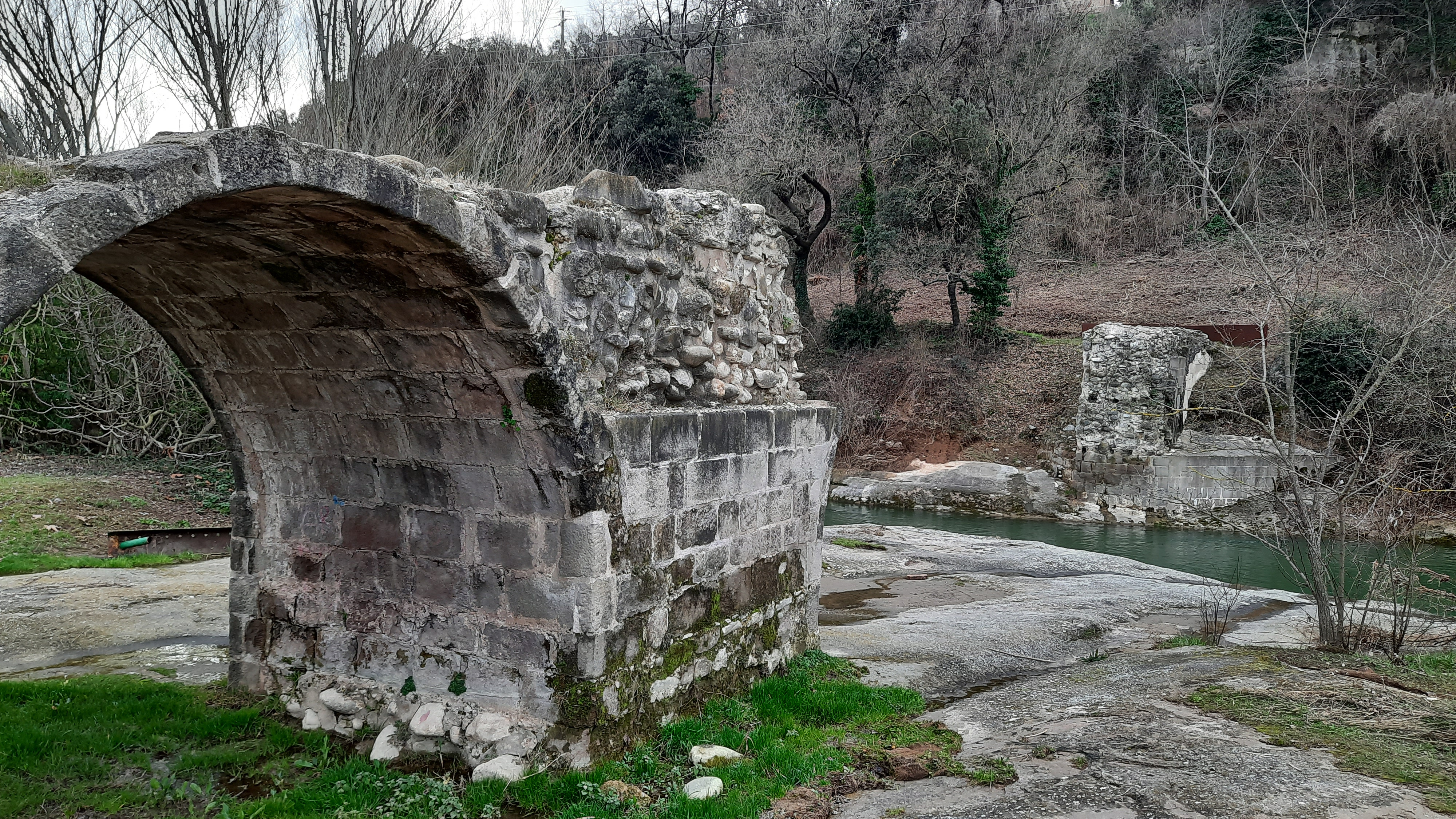
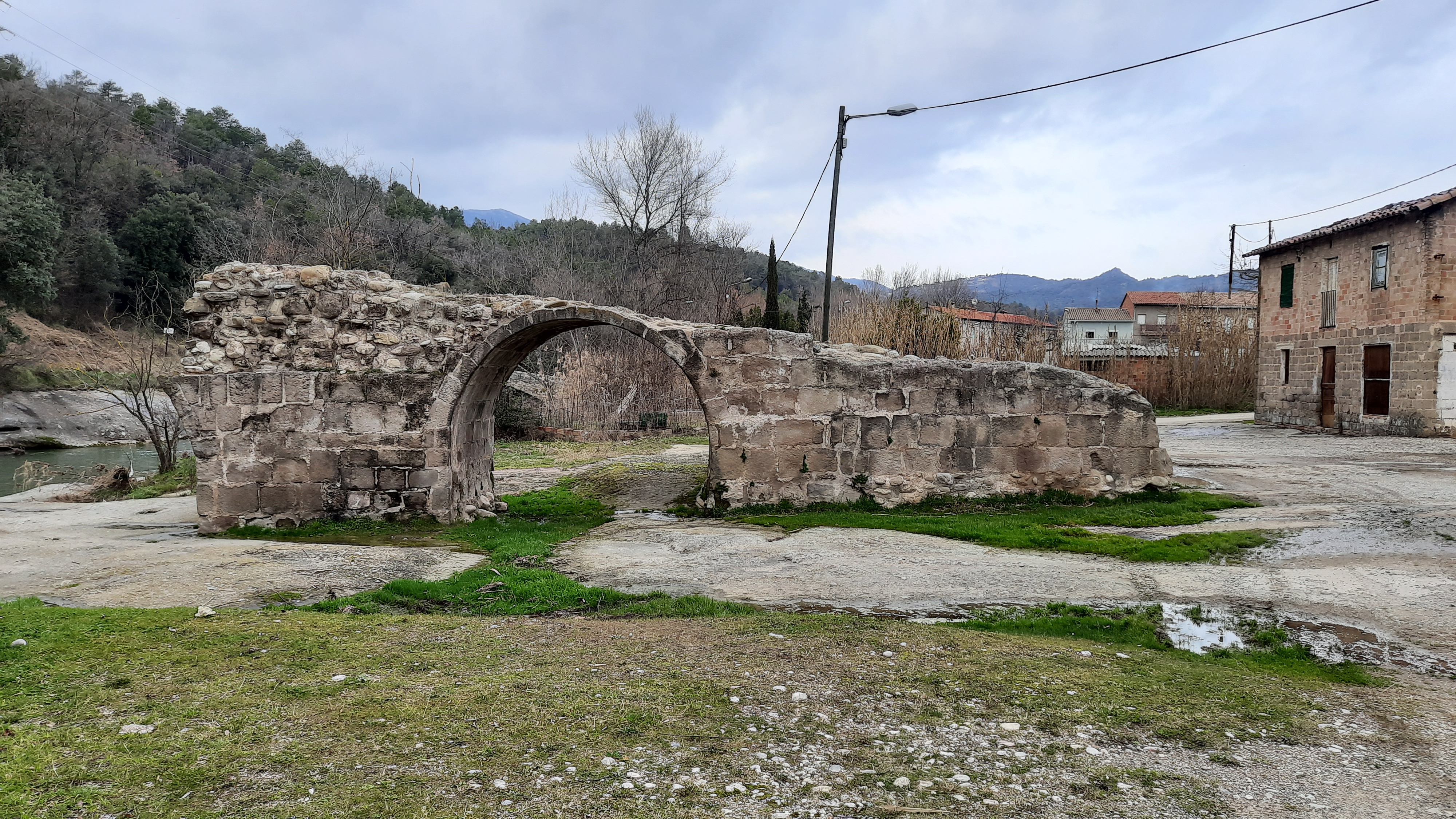
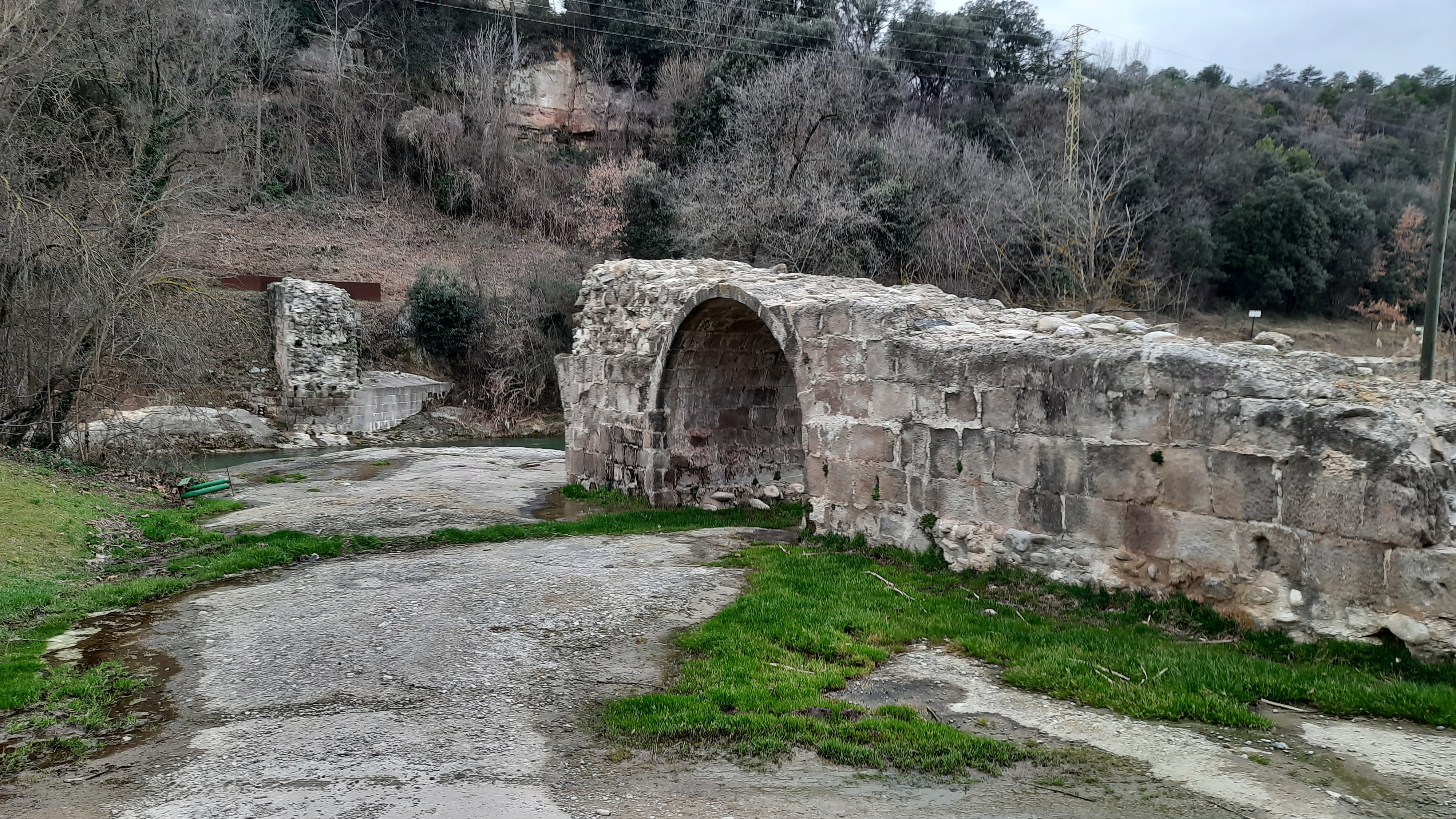

## Pont nou d'Orniu
A 60 metres amunt del Pont Vell es va construir, el 1840, el Pont Nou d'Orniu, l'actual pont, també de pedra, d'un sol arc i lleugerament amb esquena d'ase. que recolza sobre un arc apuntat i rebaixat de 13,25 m de llum. Fou utilitzat per anar a Berga després de la guerra en què fou volat el pont de la carretera de Gironella a Berga.